# Younger Now (singolo)
Younger Now è un singolo della cantante statunitense Miley Cyrus, pubblicato il 18 agosto 2017 come secondo estratto dall'omonimo album.

## Video musicale
Il video musicale è stato codiretto da Miley Cyrus e Diane Martel.

## Tracce
Download digitale
1. Younger Now – 4:08

Download digitale – Remixes
1. Younger Now (R3hab Remix) – 2:40
2. Younger Now (Niko the Kid Remix) – 3:44
3. Younger Now (DJ Premier Remix) – 2:57
4. Younger Now (BURNS Remix) – 4:23
5. Younger Now (Fred Falke Remix) – 3:52
6. Younger Now (Syn Cole Remix) – 3:23

## Classifiche
| Classifica (2017) | Posizione massima |
| ----------------- | ----------------- |
| Australia         | 49                |
| Canada            | 48                |
| Francia           | 53                |
| Irlanda           | 73                |
| Regno Unito       | 54                |
| Spagna            | 15                |
| Stati Uniti       | 79                |
| Svezia            | 75                |
| Svizzera          | 84                |